# Nekrásova (Rusia)
Nekrásova (del ruso: Некрасова) es un jútor del raión de Timashovsk del krai de Krasnodar, en el sur de Rusia, situado en la orilla izquierda del río Kirpili, 13 km al noroeste de Timashovsk y 74 km al norte de Krasnodar, la capital del krai. Tenía 159 habitantes en 2010.
Pertenece al municipio Rogovskoye.